# 凯莎·奈特·普莱姆
凯莎·奈特·普莱姆（英語：Keshia Knight Pulliam，1979年4月9日—），美国女演员。她在全国广播公司（NBC）情景喜剧《考斯比秀》（1984-92年）中饰演5岁至13岁的克里夫·赫克斯特布尔和克莱尔·赫克斯特布尔最小的孩子鲁迪·赫克斯特布尔，在特纳广播公司（TBS）喜剧《佩恩的家》（2007-12年）中饰演米兰达·露卡斯-佩恩。

## 职业生涯
1986年，6岁的奈特·普莱姆获得艾美奖喜剧类最佳女配角提名，成为获得此奖最年轻的女演员。9个月大时，她在强生婴儿用品的全国平面广告中首次亮相。她继续工作，出现在电视广告和电视节目中，并在《最后的龙》（1985年）中首次出演故事片。三岁时，她在《芝麻街》中扮演凯希亚。她还与菲利西亚·拉沙德一起出演了电影《波利》及其续集《波利回家》。她在VH1的“100位最伟大的童星”名单中排名第19位。 
2011年，在谈到当年只有白人演员获得金球奖时，她说:“我认为肯定有很多待完成的工作。它总是可以更加多样化。我们生活在一个多元文化和全球化的社会。需要做更多的工作来增加所有人的代表性，真正向世界展示它的本质，绝不仅是一种肤色。"
2013年，她是美国广播公司名人跳水节目《跳水秀》（Splash）的参赛者。她是第一个被淘汰的。2015年，奈特·普莱姆参加了美国全国广播公司(NBC)的真人秀节目《名人学徒》（the Celebrity Apprentice）第七季，她是第一个被淘汰的参赛选手，此前她是所在团队的项目经理，但最终落败。2018年，奈特·普莱姆是哥伦比亚广播公司（CBS）系列《名人老大哥》第一季的客座嘉宾，在第13天，她是第二个被驱逐出房子的人。.

## 个人生活
凯莎·奈特·普莱姆出生于新泽西州的纽瓦克，是丹妮丝和高级经理詹姆斯·奈特的女儿。她有三个兄弟，詹姆斯·奈特·普利亚姆二世，姆洪·奈特·普利亚姆和朱万·普利安姆。 她于2001年获得斯佩尔曼学院的社会学文学学士学位。她是迪欧塔·西格玛·塞塔社团的埃塔·卡帕分会的成员。
2015年新年前夕，奈特·普莱姆与美国国家橄榄球联盟退役球员埃哲顿·哈特韦尔订婚。第二天，2016年1月1日，他们在亚特兰大的奈特·普莱姆家中举行了婚礼。哈特韦尔于2016年7月25日申请离婚。2017年1月23日，奈特·普莱姆生下了一个女儿，名叫艾拉·格蕾丝。两人于2018年4月离婚。

## 外部連結
- 凯莎·奈特·普莱姆在互联网电影资料库（IMDb）上的資料（英文）
- 凯莎·奈特·普莱姆的X（前Twitter）